# Christian Dobnik
Christian Dobnik (* 10. Juli 1986 in Klagenfurt am Wörthersee) ist ein österreichischer Fußballtorwart, der auch als Torwarttrainer tätig ist.

## Karriere
Dobnik begann seine Karriere als Fußballspieler im August 1992 bei seinem Heimatverein, dem SV Viktoria Viktring im 13. Klagenfurter Bezirk Viktring. Im April des Jahres 1997 wechselte er in die Kärntner Fußballakademie und spielte fortan in den diversen Jugendmannschaften, ehe er 2005 in die zweite Kampfmannschaft des FC Kärnten geholt wurde, die zu diesem Zeitpunkt noch in der Landesliga Kärnten vertreten war und mit dem FC Welzenegg eine Spielgemeinschaft betrieb. Bereits in seiner ersten Spielzeit im Herrenfußball konnte Dobnik 2005/06 mit seiner Mannschaft in die drittklassige Regionalliga Mitte aufsteigen. Von den Amateuren aus wurde er zwei Jahre später in die Kampfmannschaft des Klubs gezogen und absolvierte hier seine ersten Profieinsätze.
Vom finanziell sehr angeschlagenen FC Kärnten wechselte Dobnik im Sommer 2008 nach Vorarlberg zum FC Lustenau; sein Trainer und zuvor auch noch Mitspieler Nenad Bjelica folgte ihm nach der Einstellung des Spielbetriebs im Frühjahr 2009 als Trainer des FC Lustenau nach. Zusammen mit Bjelica trat Dobnik im Sommer 2010 den Wechsel zum Wolfsberger AC an; Dobnik als Spieler und Bjelica als dessen Trainer. Mit der Saison 2011/12 schaffte der Klub schließlich den Aufstieg in die höchste österreichische Spielklasse mit sechs Punkten Vorsprung auf den SCR Altach. Sein Bundesligadebüt gab er am 25. Juli 2012 bei der 0:1-Niederlage gegen den FK Austria Wien.
Nach 175 Erst- und Zweitligaspielen für die Kärntner verließ er die Profis nach der Saison 2019/20. Zur Saison 2020/21 rückte er in den Kader der drittklassigen Amateure des WAC.

## Erfolge
- Meister der Landesliga Kärnten: 2005/06 (mit dem FCK Welzenegg)
- Meister der Ersten Liga: 2011/12 (mit dem Wolfsberger AC/SK Andrä)